# A Scream Queens – Gyilkos történet epizódjainak listája
A Scream Queens – Gyilkos történet egy amerikai horrorvígjáték-sorozat, melynek alkotója Ryan Murphy és gyártója a FOX csatorna. Amerikában 2015. szeptember 22-én vetítették először, míg a magyar premier 2016. szeptember 6-án volt a PRIME csatornán.

## Évados áttekintés
| Évad | Évad | Epizódok | Eredeti sugárzás     | Eredeti sugárzás   | Magyar sugárzás      | Magyar sugárzás    |
| Évad | Évad | Epizódok | Évadbemutató         | Évadzáró           | Évadbemutató         | Évadzáró           |
| ---- | ---- | -------- | -------------------- | ------------------ | -------------------- | ------------------ |
|      | 1    | 13       | 2015. szeptember 22. | 2015. december 8.  | 2016. szeptember 6.  | 2016. november 29. |
|      | 2    | 10       | 2016. szeptember 20. | 2016. december 20. | 2018. szeptember 11. | 2018. november 13. |

## Epizódlista

### Első évad (2015)
| #   | Eredeti cím | Magyar cím                  | Rendezte          | Írta                                     | Eredeti premier      | Magyar premier       |
| --- | --- | --------------------------- | ----------------- | ---------------------------------------- | -------------------- | -------------------- |
| 1.  | Pilot | Üdv a Kappa Kappa Tauban!   | Ryan Murphy       | Ryan Murphy, Brad Falchuk és Ian Brennan | 2015. szeptember 22. | 2016. szeptember 6.  |
| 1.  | 1995-ben a Kappa Kappa Tau lányszövetségben egy buli alatt, az egyik tag (Sophia Doyle) meghal, miután a fürdőkádban világra hozza a gyermekét. 20 év múlva, Grace Gardner beiratkozik a Wallace Egyetemre, és azt tervezi hogy ő is a Kappa ház tagja szeretne lenni, elhunyt anyja tiszteletére, aki szintén ott élt. Cathy Musch dékán, megfenyegeti a ház elnökét az elkényeztetett Chanel Oberlin-t hogy megszünteti a szövetséget, durva viselkedése miatt, és őt gyanúsítja elődje, Melanie Dorkus megsebesítésével. A Kappa, így hát kénytelen elfogadni minden jelöltet, ami miatt chanel népszerűsége csökken, és még barátja, Chad Radwell is szakít vele. Chanel véletlen megöli, Mrs Bean-t a takarítónőt, és a megvesztegeti a jelölteket, azok pedig segítenek neki, és a ház fagyasztó szobájába rejtik a testet. Grace egyesíti erejét Pete Martinez-zel, egy oknyomozó újságíró fiúval az egyetemen, hogy legyőzzék Chanel-t, és helyreállítsák a rendet a Kappa házban. Eközben a test eltűnik a fagyasztóból, és Chanel rájön hogy furcsa dolgok zajlanak a házban. Chanel #2 úgy dönt, hogy elhagyja a Wallace-t, de egy Vörös Ördög jelmezt viselő idegen halálra szúrkálja őt, ezután pedig az egyik jelöltet, a süket Tiffany-t is, akinek fűnyíróval vágja le a fejét. |                             |                   |                                          |                      |                      |
|     | |                             |                   |                                          |                      |                      |
| 2.  | Hell Week | Pokoli hét                  | Brad Falchuk      | Ryan Murphy, Brad Falchuk és Ian Brennan | 2015. szeptember 22. | 2016. szeptember 13. |
| 3.  | Chainsaw | Láncfűrész                  | Ian Brennan       | Ian Brennan                              | 2015. szeptember 29. | 2016. szeptember 20. |
| 4.  | Haunted House | Elátkozott ház              | Bradley Buecker   | Brad Falchuk                             | 2015. október 6.     | 2016. szeptember 27. |
| 5.  | Pumpkin Patch | Tökvásár                    | Brad Falchuk      | Brad Falchuk                             | 2015. október 13.    | 2016. október 4.     |
| 6.  | Seven Minutes in Hell | Hét perc a Pokolban         | Michael Uppendahl | Ryan Murphy                              | 2015. október 20.    | 2016. október 11.    |
| 7.  | Beware of Young Girls | Óvakodj a fiatal lányoktól! | Barbara Brown     | Ryan Murphy                              | 2015. november 3.    | 2016. október 18.    |
| 8.  | Mommie Dearest | Drága anyu                  | Michael Uppendahl | Ian Brennan                              | 2015. november 10.   | 2016. október 25.    |
| 9.  | Ghost Stories | Rémtörténetek               | Michael Uppendahl | Ryan Murphy                              | 2015. november 17.   | 2016. november 1.    |
| 10. | Thanksgiving | Hálaadás                    | Michael Lehmann   | Brad Falchuk                             | 2015. november 24.   | 2016. november 8.    |
| 11. | Black Friday | Fekete péntek               | Barbara Brown     | Ian Brennan                              | 2015. december 1.    | 2016. november 15.   |
| 12. | Dorkus | Dorkus                      | Bradley Buecker   | Ryan Murphy, Brad Falchuk és Ian Brennan | 2015. december 8.    | 2016. november 22.   |
| 13. | The Final Girl(s) | Az utolsó lány(ok)          | Brad Falchuk      | Ryan Murphy, Brad Falchuk és Ian Brennan | 2015. december 8.    | 2016. november 29.   |

### Második évad (2016)
| #   | Eredeti cím             | Magyar cím      | Rendezte         | Írta                                     | Eredeti premier      | Magyar premier       |
| --- | ----------------------- | --------------- | ---------------- | ---------------------------------------- | -------------------- | -------------------- |
| 1.  | Scream Again            | Újabb sikoly    | Brad Falchuk     | Ryan Murphy, Brad Falchuk és Ian Brennan | 2016. szeptember 20. | 2018. szeptember 11. |
| 2.  | Warts and All           | A felszín alatt | Bradley Buecker  | Brad Falchuk                             | 2016. szeptember 27. | 2018. szeptember 18. |
| 3.  | Handidates              | Kézadók         | Barbara Brown    | Ian Brennan                              | 2016. október 11.    | 2018. szeptember 25. |
| 4.  | Halloween Blues         | Halloween blues | Loni Peristere   | Brad Falchuk                             | 2016. október 18.    | 2018. október 2.     |
| 5.  | Chanel Pour Homme-icide | Az új Chanelek  | Barbara Brown    | Ian Brennan                              | 2016. november 15.   | 2018. október 9.     |
| 6.  | Blood Drive             | Véradás         | Mary Wigmore     | Brad Falchuk                             | 2016. november 22.   | 2018. október 16.    |
| 7.  | The Hand                | A kéz           | Barbara Brown    | Ian Brennan                              | 2016. november 29.   | 2018. október 23.    |
| 8.  | Rapunzel, Rapunzel      | Rapunzel        | Jamie Lee Curtis | Brad Falchuk                             | 2016. december 6.    | 2018. október 30.    |
| 9.  | Lovin The D             | Imádjuk D-t     | Maggie Kiley     | Ian Brennan                              | 2016. december 13.   | 2018. november 6.    |
| 10. | Drain The Swamp         | A mocsár mélyén | Ian Brennan      | Brad Falchuk és Ian Brennan              | 2016. december 20.   | 2018. november 13.   |

## Fordítás
Ez a szócikk részben vagy egészben  a   List of Scream Queens (2015 TV series) episodes című angol Wikipédia-szócikk ezen változatának fordításán alapul.  Az eredeti cikk szerkesztőit annak laptörténete sorolja fel. Ez a jelzés csupán a megfogalmazás eredetét és a szerzői jogokat jelzi, nem szolgál a cikkben szereplő információk forrásmegjelöléseként.